# Connor De Phillippi
Connor De Phillippi, född 25 december 1992, är en amerikansk professionell racerförare och fabriksförare för BMW Motorsport i bl.a. IMSA United SportsCar Championship.
Han har tidigare tävlat i ADAC GT Masters i Tyskland för Land Motorsport tillsammans med Christopher Mies.
De Phillippi vann Nürburgring 24-timmars 2017 tillsammans med Christopher Mies, Kelvin van der Linde och Markus Winkelhock i en Audi R8, efter stor dramatik.